# رون غاور
رون غاور (بالإنجليزية: Ron Gower)‏ (مواليد 6 مارس 1929) هو ملاكم أسترالي، مثّل بلاده في الألعاب الأولمبية الصيفية في دورتي 1948 و1952.

## روابط خارجية
رون غاور على موقع بوكس ريك (الإنجليزية) (registration required)
- رون غاور على موقع أوليمبيديا (الإنجليزية)